# Campionati europei di trampolino elastico 1998
I Campionati europei di trampolino elastico 1998 sono stati la 16ª edizione della competizione organizzata dalla Unione Europea di Ginnastica. Si sono svolti a Dessau, in Germania, il 13 settembre 1998.

## Medagliere
| Posiz. | Nazione     | Oro | Argento | Bronzo | Totale |
| ------ | ----------- | --- | ------- | ------ | ------ |
| 1      | Russia      | 3   | 0       | 2      | 5      |
| 2      | Germania    | 2   | 3       | 3      | 8      |
| 3      | Regno Unito | 2   | 3       | 1      | 6      |
| 4      | Francia     | 2   | 2       | 0      | 4      |
| 5      | Portogallo  | 2   | 0       | 0      | 2      |
| 6      | Bielorussia | 1   | 3       | 0      | 4      |
| 7      | Bulgaria    | 1   | 1       | 2      | 4      |
| 8      | Polonia     | 1   | 1       | 0      | 2      |
| 9      | Ucraina     | 0   | 1       | 4      | 5      |
| 10     | Danimarca   | 0   | 0       | 1      | 1      |
| 10     | Portogallo  | 0   | 0       | 1      | 1      |
| Totale | Totale      | 14  | 14      | 14     | 42     |

## Podi

### Uomini
| Evento                | Oro                                 | Argento                                    | Bronzo                                  |
| Trampolino            | German Knychev                      | David Martin                               | Sergey Yachev                           |
| Double mini           | Radostin Rachev                     | Uwe Marquardt                              | João Marques                            |
| Tumbling              | Robert Small                        | Adrian Sinkiewicz                          | Yuriy Pedorenko                         |
| Sincronizzato         | Russia German Knychev Sergey Yachev | Bielorussia Vladimir Kakorko Nikolay Kazak | Germania Stefan Reithofer Michael Serth |
| Trampolino a squadre  | Regno Unito                         | Francia                                    | Ucraina                                 |
| Double mini a squadre | Portogallo                          | Germania                                   | Bulgaria                                |
| Tumbling a squadre    | Polonia                             | Regno Unito                                | Danimarca                               |

### Donne
| Evento                | Oro                                 | Argento                                        | Bronzo                                    |
| Trampolino            | Anna Dogonadze                      | Galina Lebedeva                                | Oksana Tsyguleva                          |
| Double mini           | Marina Murinova                     | Teodora Sinilkova                              | Irina Mut                                 |
| Tumbling              | Karine Boucher                      | Kathryn Peberdy                                | Olena Chabanenko                          |
| Sincronizzato         | Germania Tina Ludwig Anna Dogonadze | Bielorussia Galina Lebedeva Natalia Karpenkova | Russia Natalia Tchernova Tatiana Kovaleva |
| Trampolino a squadre  | Bielorussia                         | Regno Unito                                    | Germania                                  |
| Double mini a squadre | Portogallo                          | Germania                                       | Bulgaria                                  |
| Tumbling a squadre    | Francia                             | Ucraina                                        | Regno Unito                               |